# Demi-dollar commémoratif de la Charte d'Albany
Le demi-dollar commémoratif de la Charte d'Albany, également connu sous le nom de demi-dollar Albany-Dongan ou demi-dollar Albany, est un demi-dollar commémoratif frappé par le Bureau de la monnaie des États-Unis en 1936. Il a été conçu par la sculptrice Gertrude K. Lathrop, qui vivait à Albany, la capitale de l'État de New York.
En 1936, le Congrès a approuvé l'émission de nombreuses pièces commémoratives, dont certaines d'importance principalement locale. Celles-ci comprenaient la pièce d'Albany, voulue par les fonctionnaires de la ville pour marquer le 250e anniversaire de l'octroi en 1686 de sa charte municipale par Thomas Dongan, gouverneur de la colonie de New York. Le projet de loi d'autorisation a été adopté par le Congrès sans opposition, bien que des amendements aient ajouté des protections pour les collectionneurs de pièces de monnaie contre les abus constatés dans les éditions commémoratives précédentes. Les dessins de Lathrop ont généralement été salués : elle a placé un castor d'un côté de la pièce, dans une position vivante (l'un apparaît sur le sceau de la ville d'Albany) et a représenté les personnes impliquées dans l'octroi de la charte de l'autre. Après l'approbation des dessins par la Commission des Beaux-Arts, la Monnaie de Philadelphie a frappé 25 013 demi-dollars d'Albany en octobre 1936, dont 13 pièces pour essai par la Commission de test.
Au moment de l'émission, la demande de pièces commémoratives diminuait et le prix d'émission de 2 $ était considéré comme élevé. Plus de 7 000 ont été retournés à la Monnaie en 1943 et un trésor de plus de 2 000 a été vendu par une banque locale en 1954 au prix d'émission initial. Le prix actuel d'une telle pièce est aujourd'hui autour de quelques centaines de dollars, mais l'emballage d'origine, s'il n'est pas endommagé, peut se vendre plus cher.

## Contexte
Le premier Européen à visiter le site d'Albany fut l'Anglais Henry Hudson en 1609. En 1624, les Néerlandais y installèrent Fort Orange en tant que colonie permanente. Les Anglais ont pris le contrôle de la région en 1664, mais il restait des revendications de propriété néerlandaise. En 1685, le nom de Fort Orange a été changé en Albany, d'après James, duc d'Albany, le futur James II. L'année suivante, Pieter Schuyler et Robert Livingston se sont rendus à New York, la capitale coloniale de New York, pour obtenir une charte municipale pour Albany de la part du gouverneur Thomas Dongan. Schuyler est devenu le premier maire d'Albany ; Livingston a été nommé greffier de la ville et du comté d'Albany et a donc droit aux honoraires. La ville est devenue la capitale de l'État de New York en 1797,.
Jusqu'en 1954, tout le tirage des émissions de pièces commémoratives était vendu par le gouvernement à sa valeur nominale à un groupe autorisé par le Congrès, qui tentait alors de vendre les pièces à profit au public. Les nouvelles pièces sont alors entrées sur le marché secondaire; au début de 1936, tous les objets commémoratifs antérieurs se vendaient à un prix supérieur à leur prix d'émission. Les bénéfices apparemment faciles à réaliser en achetant et en détenant des objets commémoratifs ont attiré de nombreuses personnes vers le passe-temps de la collecte de pièces de monnaie, où elles ont cherché à acheter les nouvelles émissions. Cela a conduit à de nombreuses propositions de pièces commémoratives au Congrès, y compris certaines d'importance purement locale, comme le demi-dollar d'Albany. Le groupe désigné pour acheter le demi-dollar d'Albany du gouvernement était un comité qui devait être établi par le maire d'Albany.

## Législation

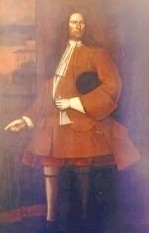
Portrait de Pieter Schuyler peint par Néhémie Perdrix entre 1710 et 1718

Le projet de loi pour un demi-dollar commémoratif en l'honneur du 250e anniversaire de la fondation d'Albany a été présentée à la Chambre des représentants de New York le 23 avril 1935 par Parker Corning. Il a été renvoyé au Comité de la monnaie, des poids et des mesures. Le 17 février 1936, il a été renvoyé à la Chambre, avec une recommandation qu'il soit adopté après avoir été modifié. L'amendement a augmenté le tirage autorisé de 10 000 demi-dollars à 25 000 et exigeait qu'un comité d'au moins trois personnes nommées par le maire d'Albany soit habilité à commander les pièces de monnaie à la Monnaie (le projet de loi original permettait à un individu d'avoir ce pouvoir). Le membre du Congrès Corning a présenté le projet de loi à la Chambre le 25 mars, et il a été adopté sans débat ni opposition.
Au Sénat, le projet de loi a été renvoyé au Comité des banques et des devises le 26 mars 1936. Seulement deux semaines plus tôt, le 11 mars, un sous-comité du Comité bancaire dirigé par Alva B. Adams du Colorado avait examiné les abus de émetteurs de pièces commémoratives. Le sous-comité avait entendu parler des abus de pièces commémoratives de l'époque, lorsque les émetteurs augmentaient souvent le nombre de pièces nécessaires pour un ensemble complet en les faisant émettre à différentes monnaies avec différentes marques d'atelier; la législation existante n'interdit pas cela. Lyman W. Hoffecker, un marchand de monnaie du Texas et officiel de l' Association américaine de numismatique, a déclaré que quelques pièces de monnaie comme le demi-dollar commémoratif de la piste de l'Oregon, tout d'abord frappé en 1926, avaient été émis au cours des années avec des dates et des marques de frappe différentes. D'autres numéros avaient été entièrement achetés par des marchands uniques et certaines variétés de pièces commémoratives à faible tirage se vendaient à des prix élevés. Les nombreuses variétés et les prix gonflés de certaines pièces résultant de ces pratiques ont provoqué la colère des collectionneurs de pièces de monnaie qui tentaient de maintenir leurs collections à jour.
Adams a rapporté le projet de loi Albany au Sénat le 21 mai 1936, avec un amendement proposé. L'amendement a entièrement réécrit le projet de loi, imposant des restrictions telles qu'une limite d'un an pour l'émission des pièces de monnaie de la Monnaie après l'adoption du projet de loi, et qu'elles ne soient frappées qu'à une seule des Monnaies. Le projet de loi a été examiné par le Sénat le 1er juin, et le projet de loi a été amendé et adopté sans discussion ni dissidence. Comme les deux chambres n'avaient pas adopté des versions identiques, le projet de loi est retourné à la Chambre des représentants, où, le 3 juin, James M. Mead de New York a proposé que la Chambre accepte l'amendement du Sénat; il l'a fait sans discussion enregistrée ni dissidence. Le projet de loi est entré en vigueur le 16 juin 1936 avec la signature du président Franklin D. Roosevelt, autorisant la frappe de 25 000 demi-dollars. La loi autorisait le comité d'Albany à vendre les demi-dollars à leur valeur nominale ou avec une prime, et exigeait que les recettes servent à couvrir le coût des célébrations de l'anniversaire,.

## Préparation
Le 2 juillet 1936, le maire d'Albany, John B.Thacher, écrivit au directeur de la Monnaie Nellie Tayloe Ross pour l'informer qu'il avait nommé le comité de trois membres mandaté par la loi, dirigé par William L. Gillespie, président de la Banque commerciale nationale et société de fiducie. Il a déclaré que la ville avait chargé Gertrude K. Lathrop, sculptrice, de concevoir la pièce. Thacher a indiqué que Lathrop était fortement recommandé par le concepteur du nickel Buffalo James Earle Fraser et d'autres. Il a noté que les célébrations d'anniversaire d'Albany auraient lieu du 19 au 22 juillet et voulait les nouvelles pièces dès que possible,.
Le 2 septembre, Lathrop s'est rendu dans les bureaux de la Commission des Beaux-Arts (CFA), apportant avec elle les modèles en plâtre terminés pour la pièce et une lettre de son membre sculpteur, Lee Lawrie. Le CFA était, par un ordre exécutif de 1921 du président Warren G. Harding, chargé de rendre des avis consultatifs concernant les œuvres d'art publiques, y compris les pièces de monnaie. Lawrie a favorisé les dessins dans sa lettre, mais craignait que les lettres du mot LIBERTY soient trop petites et seraient perdues lorsque les modèles seraient réduits. Lathrop est allé voir le graveur en chef John R. Sinnock à la Monnaie de Philadelphie, qui a dit que le mot serait toujours visible, et a déclaré qu'il pensait que les modèles rapporteraient une «splendide pièce de monnaie». Elle a également gagné le soutien du directeur adjoint de la menthe Mary M. O'Reilly . Lawrie a reconsidéré et les modèles ont été approuvés par la CFA le 9 septembre 1936 ; les matrices ont été terminées plus tard ce mois-là ou en octobre.

## Conception

Le sceau d'Albany

L'avers du demi-dollar représente un castor. Bon nombre des premiers colons d'Albany gagnaient leur vie grâce au commerce des peaux de castor, et l'animal apparaît sur le sceau de la ville. Lathrop a modélisé la pièce à partir d'un castor vivant ; l'un lui a été prêté pendant quelques jours dans son atelier par le Département de la conservation de l'État de New York . «C'est un contact occasionnel avec les citoyens intéressants et amicaux de la nature qui ajoute du piquant à son travail», a écrit Lathrop. Le castor dans la conception de Lathrop ronge une branche d'érable, l'arbre de l'état de New York. Deux clés d'érable, contenant les graines, sont utilisées pour diviser le nom du pays émetteur de la dénomination de la pièce: elles, ainsi que les pommes de pin qui remplissent une fonction similaire au verso, étaient destinées par le sculpteur pour symboliser la croissance et fertilité de la communauté. L'industrie du bois a été pendant de nombreuses années un pilier de l'économie d'Albany. E PLURIBUS UNUM est à gauche du castor ; IN GOD WE TRUST à sa droite.
Le revers représente Schuyler et Livingston prenant congé du gouverneur Dongan. Schuyler, bientôt maire, détient la charte de sa ville. Lathrop a étudié les portraits de Schuyler et de Livingston, bien que les deux peintures aient été faites environ 30 ans après leur voyage d'Albany à New York. Pour Dongan, il n'y a pas de portrait connu, et Lathrop s'est appuyé sur les brèves descriptions existantes du gouverneur colonial. Lathrop a eu accès à la charte pour la mesurer et l'étudier. Elle a visité le Smithsonian et le Metropolitan Museum of Art tout en recherchant les vêtements des hommes. Un petit pin est visible derrière le gouverneur Dongan; un aigle couvre le groupe, avec le petit mot LIBERTY au-dessus de l'oiseau. Les initiales du créateur GKL sont en minuscules à côté du pied de Dongan.
L'auteur numismatique Q. David Bowers a écrit que le dessin "a toujours été considéré comme plaisant par les numismates". David Bullowa, dans son travail de 1938 sur les commémoratifs, a écrit, "chaque symbole et dispositif sur cette question a une signification comme lié à l'histoire coloniale tôt de New York. Les inscriptions ont été réduites à une taille qui les rend presque illisibles. Le mot «Liberté» sur cette pièce, au-dessus de l'aigle, est microscopique. ". L'historien d'art Cornelius Vermeule, dans son volume sur les pièces et les médailles américaines, a jugé le demi-dollar d'Albany "une contribution importante à la numismatique américaine". Il a suggéré que le castor, un symbole d'Albany, rongeant la branche d'érable, un symbole de l'état de New York, "semblerait alors devenir une allégorie de gouvernement municipal se nourrissant de la règle de l'état!"  Compte tenu de la complexité du revers, il a déclaré : "que la pièce dans son ensemble a un attrait considérable peut être comptée comme un crédit à la bonne formation et au goût inné de l'artiste, qui a pu travailler dans toutes ces allusions à des aspirations locales et un événement révolu avec une précision modeste et positive".

## Frappe, distribution et collecte

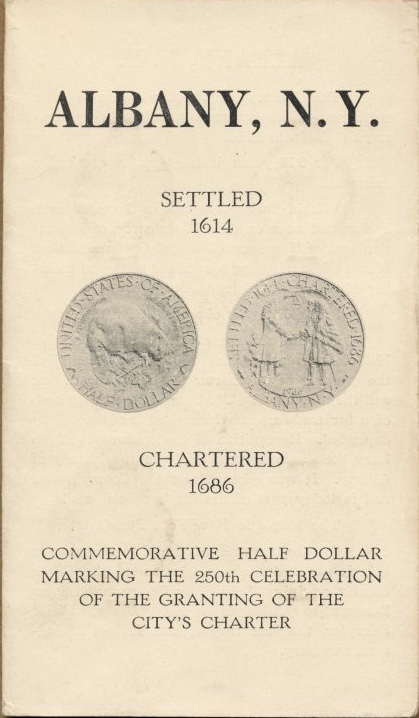
Couvercle avant du porte-monnaie dans lequel les demi-dollars ont été envoyés aux acheteurs

Un total de 25 013 demi-dollars d'Albany a été frappé à la Monnaie de Philadelphie en octobre 1936, dont 13 pièces mises de côté pour être disponibles pour inspection et test à la réunion de 1937 de la Commission annuelle de dosage. Ils ont été vendus par le Albany Dongan Charter Coin Committee pour 2 $ chacun. Le prix était considéré comme élevé pour l'époque (un prix plus habituel pour une nouvelle émission serait alors de 1 $ ou 1,50 $). En outre, la manie des pièces commémoratives qui avait balayé le pays au printemps et à l'été 1936 avait déjà vu près de vingt autres pièces commémoratives émises la même année, et s'était atténuée au moment où la pièce d'Albany était disponible. Les ventes étaient donc étonnamment faibles. Le Comité d'Albany Dongan a continué à vendre les pièces jusqu'en 1943, refusant de baisser le prix public, bien que le stock restant entier ait été offert au marchand de pièces de monnaie de New York City Abe Kosoff à la valeur faciale plus 50 $. Il a refusé, ne voulant pas les acheter tous lui-même et incapable de trouver des soutiens pour qu'un syndicat les achète.
Le comité écrivit à O'Reilly en février 1937, voulant connaître la procédure de retour des pièces invendues, et en 1943, avec des ventes à l'arrêt, il retourna 7 342 pièces pour le rachat et la fusion, laissant 17 658 spécimens existants. Le prix de détail des marchands de pièces de monnaie du demi-dollar d'Albany en état non circulé a chuté aussi bas que 1,50 $ en 1940, se rétablissant à 4 $ en 1950. En 1954, il est devenu connu que la Banque d'État d'Albany avait quelque 2 000 demi-Albany dollars dans ses coffres et était disposé à les vendre pour le prix d'émission initial de 2 $. Ils ont vendu à plusieurs collectionneurs et revendeurs locaux.  À l'époque, le prix du marché était de 8 $.
En 1970, le prix du marché était de 80 $ et en 1985, de 400 $. À partir de 2009, la pièce pouvait rapporter 330 $ pour une pièce non distribuée classée MS-60 et 470 $ pour un MS-65. L'édition de luxe du A Guide Book of United States Coins de RS Yeoman, publiée en 2018, répertorie la pièce entre 220 $ et 425 $, selon les conditions. Un spécimen exceptionnel a été vendu 20 125 dollars en 2004.
L'emballage d'origine, plus rare que le demi-dollar lui-même, comprenait un livret de quatre pages contenant une illustration de la pièce, une histoire d'Albany et des emplacements pour une à cinq pièces. Le livret et l'enveloppe dans laquelle il est entré sont tous deux hautement collectionnables. Encore plus rares sont les boîtes conçues pour contenir des pièces uniques et portant l'inscription "The National Commercial Bank and Trust Company of Albany". L'auteur numismatique Anthony Swiatek, dans son volume de 2012 sur les commémoratifs, évalue le titulaire entre 75 $ et 125 $, augmenté avec l'enveloppe originale entre 125 $ et 175 $. Les boîtes se sont vendues entre 350 $ et 3 000 $, selon l'état.